# MTV Generation Award
«Пре́мия кана́ла MTV: Призна́ние поколе́ний» (англ. MTV Generation Award) — Специальная премия церемонии вручения наград MTV Movie Awards, которая выдается актерам, «привлекающим внимание значительной части аудитории MTV».

## История премии
В 1992 году MTV впервые вручила премию под названием «Lifetime Achievement Award» (дословно: премия за достижение всей карьеры). Её получили Джейсон Вурхиз в 1992, Годзилла в 1996 году и Чубакка в 1997 году. Затем она стала пародийной премией, её получили Джеки Чан и Ричард Раундтри, а в 1998 году её вручили в последний раз Клинту Говарду. Премию возродили в 2005 году, через семь лет после закрытия, и её первым обладателем стал Том Круз. Теперь она называется «MTV Generation Award» (русск: Премия MTV: Признание поколений) и вручается ежегодно. В 2010 году её обладательницей впервые стала женщина — Сандра Буллок.

## Обладатели премии
| Год  | Обладатель             |
| ---- | ---------------------- |
| 2005 | Том Круз               |
| 2006 | Джим Керри/Спайк Ли    |
| 2007 | Майк Майерс            |
| 2008 | Адам Сендлер           |
| 2009 | Бен Стиллер            |
| 2010 | Сандра Буллок          |
| 2011 | Риз Уизерспун          |
| 2012 | Джонни Депп            |
| 2013 | Джейми Фокс            |
| 2014 | Марк Уолберг           |
| 2015 | Роберт Дауни-младший   |
| 2016 | Уилл Смит              |
| 2017 | Форсаж (серия фильмов) |
| 2018 | Крис Прэтт             |
| 2019 | Дуэйн Джонсон          |
| 2021 | Скарлетт Йоханссон     |
| 2022 | Дженнифер Лопес        |

## Церемонии вручения
Вручение премии Джиму Керри стало самым настоящим представлением. Джим вышел на сцену в окружении ангелов, исполнил танец, только после чего он получил премию. При вручении награды Адаму Сендлеру из рук Тома Круза, Адам исполнил песню Nobody Does It Better из Бондианы, пока на экране в это время шли отрывки фильмов с Крузом.